# Biokovsko zvonce
Biokovsko zvonce (patuljasto zvonce, lat. Edraianthus pumilio) je endemska biljka iz porodice Campanulaceae (zvončikovke). Vrstu je prvi opisao Portenschlag-Ledermeyer 1820. godine.

## Rasprostranjenost
Rasprostranjena je isključivo u vršnim područjima Biokova te u unutrašnjosti na području Svetog Jure i na Troglavu. Nalazi se između 1400 i 1700 metara nadmorske visine. Tercijarni je relikt. 

## Izgled
Listovi su linearni, 1 mm široki. Ovojni list je odozgo gusto dlakav. Ima prileglo-jastučast oblik. Tobolac se nepravilno otvara unutar čaške. Cvijet je u glavičastim cvatovima. Višegodišnja je biljka. Razmnožava se sjemenom. Teško uspijeva presađena, osim u planinskim vrtovima.

## Ekologija vrste
Raste na ogoljelim vapnenačkim ili dolomitnim grebenima, u pukotinama stijena. Heliofilna je vrsta, podnosi velike razlike u temperaturi. Na ostalim staništima, ima slabu konkurentnu sposobnost prema drugim vrstama. 

## Sinonimi
- Campanopsis pumilio (Port. ex Schult.) Kuntze
- Campanula graminifolia var. linearifolia Vuk.
- Campanula pumilio Port. ex Schult.
- Campanula silenifolia Host
- Wahlenbergia pumilio (Port. ex Schult.) A.DC.

## Vanjske poveznice
- - fotografija biokovskog zvonca